# Tmarus longipes
Tmarus longipes là một loài nhện trong họ Thomisidae.
Loài này thuộc chi Tmarus. Tmarus longipes được Lodovico di Caporiacco miêu tả năm 1947.